# Пряхина, Алевтина Викторовна
Алевтина Викторовна Пряхина (род. 13 июня 1972, Ашхабад) — советская гимнастка, призёр чемпионатов СССР и Европы, мастер спорта СССР международного класса.

## Биография
Выступала за клуб «Вооружённые силы» (Москва). Одним из её тренеров был Михаил Лубшев. В 1987 году стала бронзовым призёром чемпионата СССР. В том же году завоевала бронзу чемпионата Европы в вольных упражнениях и серебро в абсолютном первенстве.